# Zhejiangosaurus
Zhejiangosaurus (som betyder "Zhejiang-ödla") är ett dinosauriesläkte av Nodosaurider från yngre krita från provinsen Zhejiang, i östra Kina. Släktet namngavs först av en grupp kinesiska och japanska författare; Junchang Lü, Xingsheng Jin, Yiming Sheng och Yihong Li under år 2007 och typart i släktet ärZhejiangosaurus lishuiensis.